# Liste der Baudenkmäler im Wuppertaler Wohnquartier Sonnborn
Die Liste der Baudenkmäler im Wuppertaler Wohnquartier Sonnborn enthält die denkmalgeschützten Bauwerke auf dem Gebiet von Wuppertal-Sonnborn in Nordrhein-Westfalen (Stand: November 2011). Diese Baudenkmäler sind in der Denkmalliste der Stadt Wuppertal eingetragen; Grundlage für die Aufnahme ist das Denkmalschutzgesetz Nordrhein-Westfalen (DSchG NRW).

## Auszug aus der Denkmalliste

### Eingetragene Baudenkmäler
| Bild           | Bezeichnung             | Lage                                 | Beschreibung                                                                                           | Bauzeit   | Eingetragen seit  | Denkmal- nummer |
| -------------- | ----------------------- | ------------------------------------ | --- | --------- | ----------------- | --------------- |
| weitere Bilder | Schulgebäude            | Sonnborn Am Thurn 17 Karte           | Ehemalige Grundschule                                                                                  | 1895      | 25. November 1994 | 3590 Wikidata   |
| weitere Bilder | Wohnhaus                | Sonnborn Kirchhofstraße 92 Karte     | Hierher transloziert von der Großen Flurstraße 42, 44. Eine D-Nummer mit Kirchhofstraße 94             |           | 26. April 1988    | 1350 Wikidata   |
| weitere Bilder | Wohnhaus                | Sonnborn Kirchhofstraße 94 Karte     | Hierher transloziert von der Großen Flurstraße 42, 44. Eine D-Nummer mit Kirchhofstraße 92             |           | 26. April 1988    | 1350 Wikidata   |
| weitere Bilder | Schwebebahnstation      | Sonnborn Sonnborner Straße 11 Karte  | Schwebebahnstation Zoo/Stadion. Teil des Denkmals Gesamtanlage Schwebebahn mit der D-Nummer 4035       | 1898–1903 | 26. Mai 1997      | 4035 Wikidata   |
| weitere Bilder | Wohn- und Geschäftshaus | Sonnborn Sonnborner Straße 22 Karte  | | um 1903   | 9. September 1993 | 3089 Wikidata   |
| weitere Bilder | Wohn- und Geschäftshaus | Sonnborn Sonnborner Straße 24 Karte  | | um 1900   | 25. Juni 1990     | 1781 Wikidata   |
| weitere Bilder | Kirche                  | Sonnborn Sonnborner Straße 56 Karte  | Hauptkirche Sonnborn (Evangelische Kirche)                                                             | 1918–1926 | 20. Juli 1992     | 2325 Wikidata   |
| weitere Bilder | Wohn- und Geschäftshaus | Sonnborn Sonnborner Straße 65 Karte  | | 1870      | 6. März 1996      | 3870 Wikidata   |
| weitere Bilder | Wohnhaus                | Sonnborn Sonnborner Straße 97 Karte  | | um 1890   | 17. Juni 1997     | 4060 Wikidata   |
| weitere Bilder | Wohnhaus                | Sonnborn Sonnborner Straße 101 Karte | | um 1840   | 17. April 1996    | 3886 Wikidata   |
| weitere Bilder | Schwebebahnstation      | Sonnborn Sonnborner Straße 146 Karte | Schwebebahnstation Sonnborner Straße. Teil des Denkmals Gesamtanlage Schwebebahn mit der D-Nummer 4035 | 1898–1903 | 26. Mai 1997      | 4035 Wikidata   |
| weitere Bilder | Wohn- und Geschäftshaus | Sonnborn Sonnborner Straße 148 Karte | | um 1903   | 3. Juli 1996      | 3956 Wikidata   |
| weitere Bilder | Wohn- und Geschäftshaus | Sonnborn Sonnborner Straße 150 Karte | | um 1903   | 18. April 1996    | 3889 Wikidata   |
| weitere Bilder | Wohnhaus                | Sonnborn Sonnborner Straße 160 Karte | | um 1885   | 17. April 1996    | 3887 Wikidata   |
| weitere Bilder | Schulgebäude            | Sonnborn Sonnborner Straße 166 Karte | Ehem. kath. Volksschule Sonnborn                                                                       | 1860      | 5. Juni 1996      | 235 Wikidata    |

### Baudenkmäler in Bearbeitung
Folgende Objekte werden noch geprüft oder ihr Status ist in der Denkmalliste nicht klar ersichtlich.
| Bild           | Bezeichnung             | Lage                                | Beschreibung                                                           | Bauzeit | Eingetragen seit | Denkmal- nummer |
| -------------- | ----------------------- | ----------------------------------- | ---------------------------------------------------------------------- | ------- | ---------------- | --------------- |
| weitere Bilder | Brücke                  | Sonnborn Sonnborner Straße Karte    | Sonnborner Eisenbahnbrücke, als Denkmal klassifiziert (ohne D-Nummer). | 1914    |                  | 0 Wikidata      |
| weitere Bilder | Wohn- und Geschäftshaus | Sonnborn Sonnborner Straße 94 Karte | Status wird überprüft                                                  |         |                  | 0 Wikidata      |
| weitere Bilder | Wohn- und Geschäftshaus | Sonnborn Sonnborner Straße 96 Karte | Status wird überprüft                                                  |         |                  | 0 Wikidata      |

### Ausgetragene Baudenkmäler
| Bild           | Bezeichnung | Lage                                | Beschreibung                                               | Bauzeit  | Eingetragen seit | Denkmal- nummer |
| -------------- | ----------- | ----------------------------------- | ---------------------------------------------------------- | -------- | ---------------- | --------------- |
| weitere Bilder | Wohnhaus    | Sonnborn Sonnborner Straße 55 Karte | Ausgetragenes Baudenkmal (Austragungsdatum: 25. März 2010) | vor 1880 | 17. April 1996   | 0 Wikidata      |